# ALL (сложеност)
У теорији израчунљивости и теорији сложености, ALL је класа свих проблема одлучивости.

## Релације према другим класама
ALL садржи све класе сложености проблема одлучивости, укључујући RE и co-RE.